# フィリップ・ド・ナヴァール
フィリップ・ド・ナヴァール（Philippe de Navarre, comte de Longueville, 1336年 - 1363年8月29日）は、百年戦争期のフランスの王族。フランス王家カペー朝傍系エヴルー家の公子、ナバラ王子、ロングヴィル伯。ナバラ王フィリップ3世（フェリペ3世）と女王ジャンヌ2世（フアナ2世）の間の第5子、次男。兄はナバラ王シャルル2世（カルロス2世、悪人王）、弟はボーモン伯ルイ。兄のフランス王位を狙う陰謀に協力した。

## 生涯
1353年、バル伯アンリ4世の未亡人ヨランドと結婚し、バル公ロベール1世の継父となった。母ジャンヌ2世はフランス王ルイ10世の娘ながら、女子相続を禁じたサリカ法典のためにフランス王位継承権者の列から排除され、ナバラ王位のみを受け継いだ。こうした事情から、フィリップと兄シャルルは、フランス王ジャン2世の王位に挑戦する姿勢を見せていた。1354年1月8日にフィリップは兄の意を受けて、ジャン2世の腹心であったフランス大元帥シャルル・ド・ラ・セルダを殺害している。
1356年、ジャン2世が妻ヨランドと兄を捕虜にすると、フィリップは兄に代わってエヴルー家の総帥を務める一方、ノルマンディー地方でのフランス王権に対する反乱を組織、指揮した。エヴルーがフランス王軍によって占領されるとイングランドと手を結び、ランカスター公ヘンリー・オブ・グロスモントおよびロバート・ノリスと一緒に、ノルマンディーの各地を略奪して回る作戦を実行し、1356年7月8日にはヴェルヌイユの占領に成功した。しかし、エヴルーの奪回は成らなかった。
フィリップはイングランドに渡り、同様にフランス王位を請求していたイングランド王エドワード3世に忠誠を誓い、引き換えにノルマンディー総督に任命された。同年9月にジャン2世がポワティエの戦いに敗れてイングランド軍の捕虜になると、フィリップはノルマンディーに戻り、12月までにコタンタン半島全域を支配下に収め、ノルマンディー地方のうちフランス王権側の施政下に残ったのはサン＝ローのみとなった。翌1357年にはパリ方面への略奪作戦を行い、11月には兄が幽閉先からの脱出に成功した。兄弟は王権に反逆したパリ市長エティエンヌ・マルセル、ジャックリーの乱の指導者らと手を組み、手勢を引き連れて彼らに合流した。
1360年、ブレティニー条約締結に伴って百年戦争の第1局面が終わりを迎えると、フランス王家とエヴルー家も和解した。フィリップは傭兵団に参加し、1363年の夏、ベルトラン・デュ・ゲクランの指揮下にバイユー、カーンへの遠征に赴いていた途中で死去した。遺骸はエヴルーのノートルダム大聖堂に葬られた。